# АД-46
Первый опытный образец  автомата АД-46 созданный конструктором А. А. Дементьевым который участвовал в конкурсе совместно с автоматам Калашникова: АК-46 в 1946 году.

## Испытания
В 1946 году в ходе испытаний данный автомат показал себя хуже всех его конкурентов. Кроме задержек, автомат дал значительную осадку боевых упоров и несколько поломок.  

## Конструкция
АД-46 - 7,62 мм автомат конструкции Александра Андреевича с классической компоновкой: газоотводный двигатель над стволом, ударно-спусковой механизм куркового типа, запирание производится поворотом затвора на два боевых упора. Автомат имеет магазин емкостью 30 патронов, откидной металлический приклад. 
Одной из технических особенностей автомата, выделяющих его среди других участников конкурса, является способ разборки - извлечение подвижной системы осуществляется после отсоединения основания спускового механизма и затыльника ствольной коробки с прикладом и пистолетной рукоятью. 